# 1987年—1989年人民解放阵线叛乱
1987年—1989年人民解放阵线叛乱，也被称为1988年—1999年起义或人民解放阵线动乱，是由马列主义政党斯里兰卡人民解放阵线发动的反政府的叛乱。这场起义和之前的叛乱一样，最终失败了。起义的主要阶段是从1987年4月持续到1989年12月的低强度战争。人民解放阵线领导的叛乱分子对军事和民用目标采取了颠覆、刺杀、埋伏和袭击的方式。而斯里兰卡政府则通过反叛乱行动镇压叛乱。
游击战起义部队由人民解放阵线的军事组织爱国人民运动(DJV) 领导。叛乱活动于1988年达到顶峰，影响到所有斯里兰卡平民，包括那些与局势没有任何政治利益关系的人。总统拉纳辛哈·普雷马达萨连任后，亲政府游击队开始袭击平民。在斯里兰卡内战停火和印度维和部队被驱逐之后，政府的大规模屠杀很快开始，导致许多斯里兰卡平民和多名印度外籍人士死亡。
人民解放阵线得到了其曾经的敌人斯里兰卡自由党 (SLFP) 的支持。然而，在自由党参加省级选举后，该联盟破裂，人民解放阵线和泰米尔伊拉姆猛虎解放组织公开抵制这一选举。政府于1987年解除了对两党的禁令，希望他们能够参加选举，但这一尝试最终失败了。两年多来，斯里兰卡见证了青年和工人的大规模战斗、大规模处决以及政府民兵和人民解放阵线之间的争斗。反人民解放阵线准军事部队也制造了暴力，包括中央山之鹰、黑猫组和左翼的人民革命红军。
1989年，斯里兰卡武装部队发起了“联合行动”。即使人民解放阵线领袖罗汉·维杰韦里被杀后，叛乱活动仍然持续。当爱国人民运动领导人萨曼·皮亚西里·费尔南多上台后，暴力升级。爱国人民运动成员还在猛虎组织占领的亭可马里地区开展行动，对抗斯里兰卡武装部队和印度维和部队。爱国人民运动得到了泰米尔武装分子的支持，因此它也可以被视为是对抗印度军队的前线组织。许多较小的反政府团体放弃了武装斗争，但最大的威胁仍然存在，爱国人民运动继续作为武装团体运作，直到1989年12月。在联合行动中发挥重要作用的兰詹·维杰拉特纳声称他已准备好对猛虎组织发起类似的反叛乱行动。维杰拉特纳于1991年被暗杀，导致斯里兰卡与猛虎组织冲突第二阶段的爆发，被称为第二次伊拉姆战争。

## 背景

### 人民解放阵线历史
人民解放阵线由共产主义者罗汉·维杰韦里创立，他以其革命青年背景而闻名。该组织在20世纪70年代首次参与反美抗议时曾多次被取缔。从那时起，该党被斯里兰卡政府和国际媒体称为“切·格瓦拉集团”（该党不这么自称）。该组织于1978年参加在古巴哈瓦那举行的共产主义青年会议时首次被国际承认为一个政党。

### 1971年人民解放阵线叛乱
1971年4月，人民解放阵线发起了反西丽玛沃·班达拉奈克政府的公开叛乱。虽然政府措手不及，但它在几周内就镇压了叛乱。叛乱可能导致4,000-5,000人死亡。超过20,000名叛乱嫌疑人（其中大部分是年轻人）在叛乱后被捕，但大多数在被拘留在康复营后被释放。锡兰政府呼吁印度提供军事援助，但印度的参与在叛乱发生时鲜为人知。
罗汉·维杰韦里和组织的其他主要领导人被判入狱，人民解放阵线被查禁。然而，1977年统一国民党赢得大选后，新任总理朱尼厄斯·理查德·贾亚瓦尔德纳履行该党的特赦那些被臭名昭著的刑事司法委员会起诉的人的竞选纲领。维杰韦里等所有人被特赦。

### 泰米尔叛乱和亲美政策
20世纪80年代中期，随着北部泰米尔武装分子发动的斯里兰卡内战变得更加激烈，人民解放阵线的意识形态和目标发生了重大转变。该党最初以马克思主义为导向，声称代表泰米尔人和僧伽罗人社区的受压迫者。然而，后来该组织逐渐开始被视为一个僧伽罗佛教民族主义组织，反对与泰米尔叛乱分子进行任何妥协。

### 第三次查禁
罗汉·维杰韦里在1982年总统选举中获得的票数位列第四，贾亚瓦尔德纳政府开始担心人民解放阵线越来越受欢迎。
1983年7月6日支持猛虎组织和其他泰米尔分离主义者的集会举行之后，人民解放阵线继续与新平等社会党一起卷入更多争议；在大会上，新平等社会党领导人维克拉玛巴胡·卡鲁纳拉特纳为泰米尔叛乱分子辩护。政府感到来自这些政党的极大威胁，并声称这三个社会主义政党正准备推翻政府。贾亚瓦德纳政府还声称人民解放阵线参与了黑色七月骚乱，但没有提供具体证据。由于这些指控，贾亚瓦德纳查禁了该党，此举被怀疑是由于他的高度亲美反苏反印政策，使其担心在未来的选举中输给左翼政党。还值得注意的是，在此期间，贾亚瓦德纳降低了与古巴和苏联等社会主义国家的外交关系。

## 准备
在被取缔并被迫转入地下后，人民解放阵线开始准备推翻政府。他们以政治对手为目标，以银行抢劫的形式来筹集资金，并开始从从政府获得枪支许可证的拥有者那里获取武器，通常是手枪和猎枪。此后，他们计划袭击政府军械库，当时政府已将部队部署到该国北部和东部以打击泰米尔叛乱。
起义时的政治局成员包括罗汉·维杰韦里、优婆提舍·伽马那亚克、苏米特·阿图库拉拉、D·M·阿南达、萨曼·皮亚西里·费尔南多、皮亚达萨·拉纳辛哈、H·B·赫拉斯、古纳拉特纳·瓦纳辛赫、P·R·B·维马拉拉斯纳、索马万萨·阿马拉辛哈、山塔·班达拉和南达提拉卡·加拉帕蒂。直到1987年，人民解放阵线的青年武装部队爱国人民运动都没有武器来训练他们的士兵。为此目的收集武器行动于1987年初开始，武器训练于1987年中期开始，由军队逃兵提供指导。
在此期间，警察报告手枪失踪，房东也被给予猎枪以自卫。爱国人民运动从军事基地、国防学院和地主那里偷窃武器和弹药。1987年，巴兰戈德、德尼亚亚、哈克马纳和诺奇奇亚伽玛的枪支盗窃案的报告激增。1987年5月有报道称，越来越多的年轻人从南方警察局偷窃此类武器。1987年7月，爱国人民运动缴获了600件武器，其中大部分是霰弹枪。
爱国人民运动成员配备了这些偷来的武器，在大学接受培训，并有来自低种姓的新成员加入。叛乱开始时，西方外交官估计爱国人民运动的10,000名武装士兵中，大约有3,000人训练有素。据索马万萨·阿马拉辛哈称，这些团体自1970年以来也得到了朝鲜的援助。

## 公开叛乱的前奏
1986年12月15日，人民解放阵线绑架并谋杀了科伦坡大学独立学生会领导人达亚·帕蒂拉纳，他是人民解放阵线学生翼社会主义学生联盟的竞争对手。此时，人民解放阵线已被贾亚瓦德纳政府认定为恐怖组织。
人民解放阵线在1986年全年进行了小规模爆炸，但标志着叛乱的前奏的事件发生在1986年5月7日，当时人民解放阵线声称对科伦坡中央电报办公室发生的大规模爆炸负责，该爆炸造成14人死亡，并在僧伽罗大学进行了反印度宣传。

## 叛乱

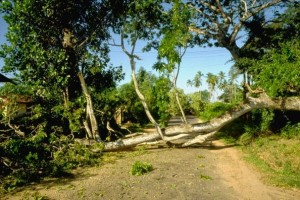
爱国人民运动砍伐了街道上的树木，以阻止粮食供应

### 早期袭击
1987年4月15日，人民解放阵线袭击了康提的帕勒克莱军营。在山塔·班达拉和普雷马库马尔·古纳拉特南的指挥下，人民解放阵线缴获了十二支56式自动步枪、七支冲锋枪和弹药。1987年5月，斯里兰卡武装部队发起解放行动，目标是在军事上击败猛虎组织，并在泰米尔武装分子控制的地区重新建立政府控制。然而，解放行动的第二阶段因印度干预的普玛莱行动而被放弃，导致两国于1987年7月29日在科伦坡签署印度-斯里兰卡协议，印度维和部队的第一批部队也于7月30日抵达。
猛虎组织和人民解放阵线的叛乱同时发生。在猛虎组织停止袭击北部省份的大量重型车辆后不久，人民解放阵线开始袭击中部省份的大量军事设施。这些地区甚至位于事实上的“泰米尔伊拉姆”（猛虎组织控制区）。
北部泰米尔自治的前景以及印度军队的存在激起了僧伽罗民族主义的浪潮，以及爱国人民运动的反政府暴力突然增长。爱国人民运动是人民解放阵线的一个分支，由萨曼·皮亚西里·费尔南多领导。1987年6月7日，斯里兰卡空军基地、班达拉奈克国际机场和科特拉瓦拉国防大学遭到袭击。武器和弹药被盗，四名袭击者被杀。这些袭击是由人民解放阵线的军事单位爱国人民武装部队领导的。随后，爱国人民运动声称对此负责，刑事调查局开展的调查导致13名人民解放阵线成员被捕。
8月18日，当印度-斯里兰卡协议签署后举行第一次议会小组会议时，爱国人民运动对总统和总理进行了暗杀：导致一名议会议员和另一人死亡。国家安全部长兼国防部副部长拉利斯·阿苏拉斯穆达利也受重伤。1987年10月4日，50名爱国人民运动成员袭击了亭可马里的安全部队营地；爱国人民运动成功得手，偷走了6支56式自动步枪、3支霰弹枪、英式.303弹步枪和弹药。
叛乱开始的标志是BBC记者约翰·雷蒂接到一个不知名的来电者的电话。来电者说英语，声称他有一个由2000名战士组成的组织，准备推翻斯里兰卡政府。斯里兰卡议会遭到袭击后，雷蒂接到了这个电话。

### 恐吓策略
此后，爱国人民运动发起了针对政府和执政党统一国民党的恐吓运动，杀害了大批统一国民党党员和国会议员。人民解放阵线由多个联合指挥部组成，主要驻扎在市中心的康提，在1988年至1989年间杀害了数千人。在此期间，它通过长达两年的强制总罢工使国家陷入瘫痪。个人或组织受到一夜之间出现的消息、海报或涂鸦的恐吓。那些不合作的人被杀，他们的家人也经常受到伤害。处决大多在夜间进行，人民解放阵线/爱国人民运动武装分子来到受害者家中，将他们带走，进行酷刑、处决，然后留下作为例子。这些受害者大多是被56式自动步枪或手工制作的加尔卡塔斯步枪杀死的。在大多数情况下，人民解放阵线不允许为这些受害者举行葬礼，传统的最终权利也被禁止，而且棺材要抬到膝盖以下，以示不尊重。破坏政府财产的行为很常见，其中电力变压器是常见的目标。人民解放阵线有时也会进行轮胎燃烧的做法。通过这些破坏和恐吓手段，人民解放阵线使国家陷入瘫痪。

### 暗杀

#### 政治人物的暗杀
官员们在收到要求他们离开统一国民党的死亡威胁后成为目标，这种暗杀方式的受害者包括卡兰德尼亚区议员的妻子达亚·塞帕里·塞纳迪拉、坦加勒议员吉纳达萨·维拉辛哈、加拉格达拉议员W·M·P·G·班达和博雷拉议员莱斯利·拉纳加尔。
随着叛乱升级，许多公众人物被人民解放阵线暗杀。 1987年12月23日，统一国民党秘书长哈沙·阿巴亚瓦德内在维拉瓦特被人民解放阵线枪手杀害，爱国人民运动枪手使用56式自动步枪进行全自动射击，杀死了另外三人。1988年9月26日，救济和复兴部长莱昂内尔·贾亚蒂勒克在一座寺庙附近的一次袭击中被枪杀，造成另外3人死亡。1988年2月7日，帕纳杜拉议员默文·库雷在一次暗杀行动中幸存。 5月1日，新当选的统一国民党秘书长南达拉尔·费尔南多也被杀，加勒区部长于当月晚些时候被枪杀。10月21日，统一国民党工作委员会成员都铎·凯蒂南达被杀。

#### 维贾亚·库马拉通加的暗杀和葬礼
维贾亚·库马拉通加被暗杀是叛乱的转折点之一。支持库马拉通加的团体在其他社会主义反叛乱民兵的帮助下袭击了政府军和爱国人民运动的嫌疑人。1988年2月16日，库马拉通加在科伦坡郊区的家外被莱昂内尔·拉纳辛格（又名加米尼）用56式自动步枪击中头部。拉纳辛哈在刑事调查局的审讯中承认了谋杀罪，并表示他一直在执行爱国人民运动给他的命令。然而，总统委员会的一份报告得出结论，统一国民党籍总统拉纳辛哈·普雷马达萨和两名政府部长加米尼·洛库格和兰詹·维杰拉特纳是库马拉纳通加暗杀事件的幕后黑手。
1988年2月21日，库马拉通加的葬礼吸引了大批群众，也是斯里兰卡电视台首次现场直播的葬礼。尽管他代表统一国民党政府的反对派，但它还是在科伦坡的独立纪念广场举行了国葬。他被暗杀的那天被广泛称为“可怕的星期二”或“斯里兰卡历史上最黑暗的星期二”。斯里兰卡许多人今天仍然对他的去世表示哀悼。

#### 军警人员的暗杀
1987年12月3日，领导对抗人民解放阵线行动的主要警察之一，高级警察总监泰伦斯·佩雷拉在巴塔拉穆拉被枪手杀害。 1989年5月1日，高级警司班尼特·佩雷拉在拉维尼亚山被枪杀。助理警司于1989年8月23日被杀，宪兵B·M·佩雷拉上尉于1989年9月12日在莫拉图瓦被枪杀。

#### 杀害异见人士
人民解放阵线的暗杀不仅限于政府或上层人士。 1988年和1989年，近50名学校校长和茶园业主因违抗人民解放阵线通过名为“chits”的简短备忘录发出的命令而被杀害。
许多其他专业人士也因违抗人民解放阵线命令而被杀，其中包括格拉迪斯·贾亚瓦德纳博士、广播员普雷马克尔蒂·德·阿维斯、新闻播音员萨加里卡·戈麦斯、工程师D·C·阿图科拉莱和公司董事利亚娜·帕蒂拉娜。许多富商也被杀害，其中包括尚穆根兄弟、K·古纳拉特南和沙比尔·侯赛因。几名印度侨民也被杀害，其中包括在佩尔瓦塔糖厂工作的班歇尔夫妇、D·K·桑达拉姆、P·纳达尔·威拉穆尼和安·赫尔乔伊。
叛乱期间，人民解放阵线共暗杀了117名联合社会主义联盟成员，其中包括伊拉姆人民革命解放阵线、新平等社会党、斯里兰卡共产党、泰米尔伊拉姆解放组织和斯里兰卡人民党的成员。一名兰卡平等社会党的资深工会积极分子P·D·维马拉塞纳于1989年5月被杀；一年前，共产党工会积极分子L·W·潘迪萨在德马塔戈达被杀。另一位共产党员加米尼·梅达吉达拉在波隆纳鲁沃被杀。居住在阿库雷萨的退休学校校长和共产党的支持者卡德·萨达蒂萨在生病卧床期间被杀，据称他的儿子也被杀。人民解放阵线随后命令村民不要悬挂白旗。新平等社会党家庭的六名成员在卡图的普贾皮蒂亚被杀。

### 1989年袭击
1989年，政府指责爱国人民运动造成超过35,000人死亡，其中大部分是政府支持者。然而，另一份报告指出，人民解放阵线及其民兵爱国人民运动造成“超过10,000人”死亡，从而支持了政府所造成的死亡人数的证据。人民解放阵线还从1986年开始表达其爱国理想；当时其战士呼吁抵制印度商品并警告所有印度国民在1989年6月14日之前离开斯里兰卡。1989年8月初，人民解放阵线与警察部队发生冲突，造成7人死亡。1989年8月3日，一名佛教僧人的领军人物被人民解放阵线枪杀。当月晚些时候，一名高级记者和一些平民被人民解放阵线杀害，而人民解放阵线的一些支持者也在冲突中丧生。1989年8月中旬，人民解放阵线号召交通和卫生工作者举行了一次成功的罢工，从而显示了人民解放阵线在工会主义者中的支持程度。 1989年8月底，人民解放阵线威胁称，如果士兵不从政府部队辞职，他们的家人就会成为攻击目标。这些威胁在人民解放阵线于8月28日组织另一次罢工后立即实施。
1989年10月初，暴力冲突再次发生，仅10月7日至8日就造成59人死亡。1989年11月初，人民解放阵线与政府军之间的冲突在24小时内造成至少60人死亡。1989年6月25日，由于叛乱加剧，政府在斯里兰卡全境实施紧急状态，几天后，统一国民党的一名代表被人民解放阵线枪手暗杀。第二天，人民解放阵线号召在科伦坡举行总罢工，并因街头的战斗而警告居民留在室内。
当人民解放阵线威胁要袭击位于斯里兰卡的印度高级专员公署和印度之家时，印度将军火带到了科伦坡。在通知斯里兰卡政府后，印度向拉特马拉那空运了一支全副武装的部队。这支部队于7月27日登陆拉特马拉纳空军基地，准备与爱国人民运动作战。斯里兰卡政府试图阻止军队登陆，但未能成功。印度军队在高级专员公署和印度之家就位。印度高级专员公署声称，无论后果如何，其部队都将保护印度国民的生命和财产。印度军队还在泰姬陵萨穆达酒店占据了阵地，许多印度外交人员在那里避难。1989年6月的第二周，由于人民解放阵线构成了严重威胁，这些外交人员被迫搬进泰姬陵避难。
人民解放阵线拥有一个良好的间谍网络，他们用它来勒索金钱。 1989年，人民解放阵线来到服装出口商拉米亚·威拉昆的家中索要钱财。他们说：“你和你的女儿们出来吧，我们是爱国人民运动”。他们提到拉米亚在收到了早些时候发出的一批货物的汇款的一个银行账户。拉米亚说，这笔款项是用于购买新一批货物的原材料。武装分子说：“我们不在乎”。他们进一步说道：“我们的领导命令我们从你们这拿走50,000卢比。明天我们会来这里。把钱准备好。”第二天晚上9点30分，他们来把钱拿走了。他们用这50，000卢比购买了武器。
除了其激进的军事背景之外，人民解放阵线还派出了数万名而不是数千名工人。响应人民解放阵线的号召，拉特纳普勒南部地区的大多数茶园工人从1989年9月7日开始举行罢工。可能是因为人民解放阵线激发了社会力量，实施紧急状态和解雇威胁都没有对反抗的工人产生任何影响。罢工工人也不能被解雇，因为这可能会导致其他部门的同情罢工浪潮。人民解放阵线不仅受到下层阶级或受压迫工人的高度认可，甚至因其所表现出的爱国理想而受到中产阶级的高度认可。罢工期间私人交通几乎是不可能的，甚至连三轮车都不允许上街。
人民解放阵线使用各种武器攻击敌人。最引人注目的是斯里兰卡爱国人民运动，在该国通常被称为爱国人民阵线。它还有其他各种次级游击队，例如爱国人民武装部队和人民武装阵线。该党学生翼被命名为爱国学生联盟。人民解放阵线还拥有大量比印度维和部队更好的速射自动步枪，其中佩拉德尼亚的本科生配备了致命武器。

#### 毁坏财产
人民解放阵线摧毁了政客拥有的113辆汽车、76栋警察房屋、印度商人的多处住宅、553栋C·T·B·巴士，15栋C·T·B·仓库和C·T·B·作坊。它还摧毁了各种外国建筑项目。
在政府发起反叛乱行动之前，人民解放阵线并未对政府财产采取如此激进的行动。该组织随后摧毁了16列火车、12条铁轨和24个火车站。此外，爱国人民运动还破坏了132个变压器、13个塔、69条输电线、两个发电站、25个电表和9个变电站。

### 停火呼吁
1989年9月，普雷马达萨总统召开所有政党间会议，讨论如何解决危机。然而，人民解放阵线拒绝出席，主要反对党斯里兰卡自由党于10月底退出叛乱并放下武器。反对党联合社会主义联盟也与人民解放阵线一起抵制这场会议。猛虎组织同意结束叛乱并放下武器，而他们关于驱逐印度维和部队的要求得到了满足。截至1989年底，人民解放阵线是斯里兰卡政府仅存的重大威胁。

### 卡拉尔叛乱
爱国人民运动在猛虎组织宣布为其首都的亭可马里地方活动。第一个值得注意的活动是在印度维和部队大规模部署之前，50名爱国人民运动成员袭击了卡拉尔营地。经过20分钟的枪战后，爱国人民运动占领了该营地。1989年，爱国人民运动的亭可马里防区发生地雷爆炸，导致14名印度维和部队成员死亡。当时许多人并不知道这次袭击，为了避免与印度军队发生冲突，人民解放阵线没有声称对此负责。
多个泰米尔团体通过普雷马库马尔·古纳拉特南与活跃在亭可马里的，当时也在和政府与猛虎组织作战的某些激进团体建立的联系，协助人民解放阵线。维杰韦里本人参观过伊拉姆人民革命解放阵线的营地，寻求人民解放阵线干部接受培训的机会。人民解放阵线的一些成员也前往北方省接受培训。据称，泰米尔伊拉姆人民解放组织直接向人民解放阵线提供地雷，并为他们提供了使用地雷的培训。

### 反叛乱行动
贾亚瓦德纳政府开始了早期的反叛乱努力，但这些努力未能以任何有意义的方式减缓或抵制叛乱。人民解放阵线继续对政府军进行暴力反击，在军队和警察部队中造成一种恐惧心理。

#### 准军事反叛乱

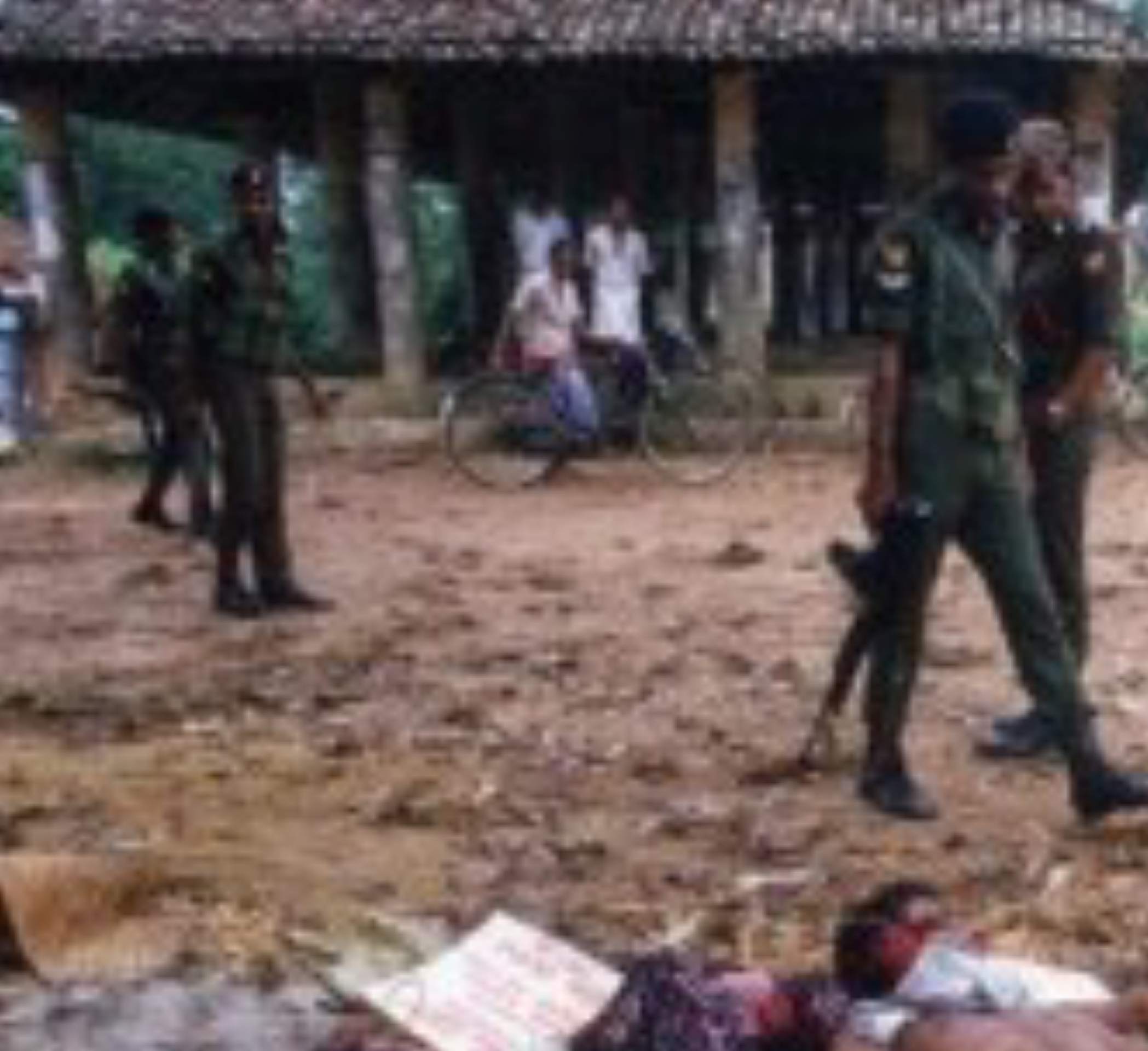
斯里兰卡陆军正在查看被人民革命红军杀害的疑似人民解放阵线成员的尸体

然而，1989年，拉纳辛哈·普雷马达萨在多个激进组织大规模抵制选举的情况下当选总统。他公开支持猛虎组织以结束叛乱。没有斯里兰卡政府的支持，在英国和以色列国防军的帮助训练下的斯里兰卡特别行动部队不足以单独应对叛乱。当人民解放阵线的攻势达到顶峰时，“黑猫组”、“黄猫”、“蝎子”和“中央山之鹰”等亲政府准军事组织被用于镇压叛乱。
这些准军事组织在行动期间参与了对斯里兰卡平民的大规模屠杀。爱国人民运动对军事人员发动袭击，造成15名士兵死亡。作为回应，中央山之鹰成员发起了袭击，杀死了超过82名疑似人民解放阵线支持者。所有受害者均手无寸铁，还包括儿童和印度籍泰米尔人。在10月5日发生的类似事件中，中央山之鹰杀害了佩拉德尼亚大学的14名工作人员。中央山之鹰随后声称对此次袭击负责，并声称受害者是人民解放阵线支持者，他们策划谋杀了当地陆军志愿预备队的一名上尉。
即使有人声称对这些大规模杀戮负责，安全部队也会否认对失踪或被杀人员的所有了解。当亲属到警察局或军营询问失踪人员情况时，他们有时会拒绝登记。虽然有时被带走者的尸体可以由亲属辨认，但在其他情况下，那些被绑架或杀害的人却从未被追踪到。一些失踪人员后来被发现被安全部队拘留，未经审判就被逮捕和无限期拘留，这为正规安全部队参与准军事行动提供了证据。除了这些绑架和大规模屠杀之外，人们还观察到准军事组织和官方士兵实施的轮奸或其他形式的强奸行为。

#### 集中营
为了应对人民解放阵线的袭击，政府被指控使用集中营来镇压叛乱。据说这些营地由警察部队管理，他们的正式任务是解除叛乱分子的武装。据信，有5,000至10,000名人民解放阵线叛乱分子在全国各地建立的营地中遭受酷刑或杀害。最大的营地位于巴塔兰达，由黑猫组管理，拉尼尔·维克拉马辛哈被指控是负责监督拘留营的政官员。叛乱接受后，国会任命了一个巴塔兰达委员会来调查巴塔兰达拘留营发生的侵犯人权行为。该委员会建议对维克拉马辛哈采取法律行动，但最终不了了之。

### 著名袭击
叛乱活动大部分是低强度冲突，主要是有针对性的暗杀和恐吓，较大的袭击包括1987年斯里兰卡议会手榴弹袭击事件和1989年佛牙寺袭击事件。此外，由萨曼·皮亚西里·费尔南多领导的人民解放阵线激进派对斯里兰卡南部的军事设施发动了数次重大袭击，而普雷马库马尔·古纳拉特南领导的一小部分叛军在东部地区发动了袭击。

### 对军事设施的袭击
- 1987年4月帕勒克莱军营袭击（英语：Pallekele Army Camp attack）
- 1987年卡拉军营袭击[68]
- 卡拉印度维和部队军营袭击
- 1987年5月班达拉奈克国际机场军营和科特拉瓦拉国防学院袭击
- 1988年4月班达拉奈克国际机场军营袭击
- 1988年潘纳拉国家空军训练营袭击
- 1988年库布克军营袭击
- 1989年潘纳拉辅助部队训练营袭击
- 1989年帕纳戈达军营袭击
- 1989年印度维和部队遭遇地雷袭击
- 1989年科伦坡警察野战部队总部袭击
- 针对特定警察局的更多袭击[91]

### 监狱起义
- 1987年博甘巴拉监狱袭击
- 1988年杂志越狱（英语：Magazine prison break）

### 针对平民的袭击
- 1986年科伦坡电讯报办公室爆炸案
- 1987年斯里兰卡议会手榴弹袭击事件（英语：1987 grenade attack in the Sri Lankan Parliament）
- 1988年凯瑟尔山印度教寺庙爆炸案[92]
- 1989年佛牙寺袭击事件（英语：1989 Temple of the Tooth attack）
- 卡塔拉伽马神庙袭击

在许多袭击中，人民解放阵线通过爱国人民运动以军械库为目标，夺取其声称用于对抗印度维和部队的武器和弹药。人民解放阵线在战斗中总共杀死了342名警察、209名武装部队人员和98名民防部队人员，还有更多人在直接冲突之外被杀。爱国人民运动还使用地雷摧毁各种步兵车辆。

## 反印运动
除了军事活动外，人民解放阵线还开展了一场反对印度干预的社会运动。 1986年，甚至在印度-斯里兰卡协议签署之前，人民解放阵线就开始张贴海报，警告印度可能入侵。人民解放阵线开展了大量反印度宣传活动，包括抗议罢工、禁止穿着印度纱丽以及抵制印度商品。尽管人民解放阵线公开反对印度，但他们否认对印度籍泰米尔人有任何暴力行为。
人民解放阵线的意识形态可能已经迅速改变，一些人推测它可能已分裂为两派，一个派别比另一派更加具有民族主义色彩。人民解放阵线的宣传，让人们重新思考印度陆军是否真的想保卫斯里兰卡或是想间接吞并其领土。然而，到1988年，印度军队仅在与泰米尔武装分子的战斗中就已经伤亡500多人。

### 对省级选举的袭击
人民解放阵线反对印度建议的第13修正案，与斯里兰卡自由党组成救国阵线。但当斯里兰卡自由党参加选举后，他们感到自己被背叛了，此后也开始了针对自由党的暴力运动。

## 对平民的影响

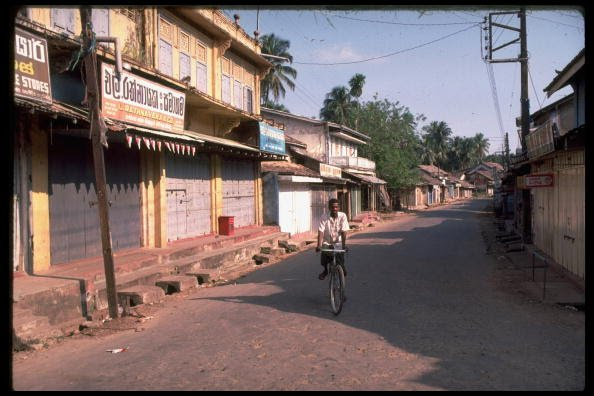
由于人民解放阵线强制实施总罢工，一个村庄被封锁

### 对安全部队家属的袭击
人民解放阵线通过爱国人民运动呼吁杀害安全人员的家属，这是一个严重的误判。这摧毁了它在武装部队下层中所享有的少量但重要的支持，并使政府有可能为其恐怖活动辩护。
对安全部队人员家人的最引人注目的袭击是对副警察总监普雷马达萨·乌杜甘波拉一家的袭击。1988年7月24日他位于波达拉的祖居被袭击，它被疑似人民解放阵线成员包围并纵火。此后，乌杜甘波拉开始对南部和中部省份的人民解放阵线进行残酷镇压。
为了安抚人民解放阵线的支持基础，国家对据称是人民解放阵线支持者的学童实施了一系列残酷行为，这包括酷刑和滥杀。在一起案件中，据称安全部队于1989年7月28日向人民解放阵线召集的一次集会开枪，造成129人死亡。

### 谋杀方法
在整个叛乱期间，媒体报道了多种暴力谋杀行为。自20世纪70年代末以来，“项链刑”的流行在斯里兰卡达到了顶峰。许多所谓的人民解放阵线支持者在街头被杀，他们的头上中贴着这样的信息：“这就是当你加入人民解放阵线时会发生的事情”。任何公开反对警察的人都会被判处死刑，并以与人民解放阵线类似的方式被处决。

## 叛乱后的内部冲突

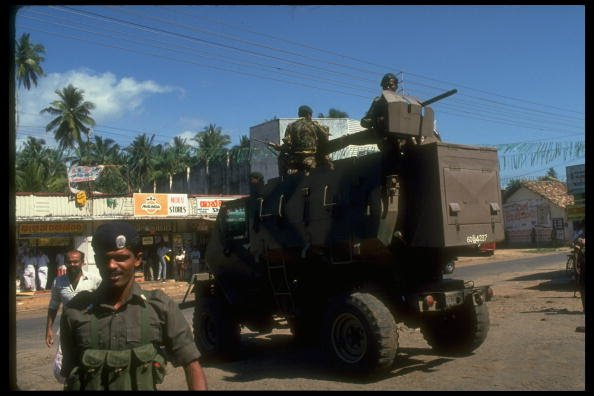
斯里兰卡军队在一个村庄巡逻以打击叛乱分子

1989年，斯里兰卡武装部队发起了“联合行动”，在乌拉帕内抓获了人民解放阵线领导人罗汉·维杰韦里，并将他带到科伦坡，政府声称他于1989年11月13日在那里被枪杀。尽管政府赢得了决定性的军事胜利，但仍然有人对暴行和法外处决提出可信的指控。
1989年12月27日，由高级警官莱昂内尔·古纳提拉克领导的特警队在纳瓦拉科斯瓦特逮捕了萨曼·皮亚西里·费尔南多及其母亲和未婚妻。这些事件发生后，拉利斯·维杰拉斯纳、优婆离·贾亚维拉、兰吉萨姆·古纳拉特南、加米尼·维杰古纳塞卡拉和山塔·班达拉试图重组，但政府军设法抓住了他们，并于1989年12月将他们杀害。党的领导权由索马万萨·阿马拉辛哈接任。据信，拉利斯·维杰拉斯纳于1989年12月下旬或1990 年1月初在科伦坡被来自康提的特警队抓获。当政府报告人民解放阵线所有主要领导人死亡后，超过15,000名士兵投降并放弃了武器。在对人民解放阵线取得决定性的军事胜利后，政府迫使该党在阿马拉辛哈的领导下回归民主和非暴力政治。
人民解放阵线的一些组织反对和平协议，并敦促剩余的叛乱分子继续战斗。人民解放阵线的次级部队在D·M·阿南达的领导下继续作战。然而，在他去世后，该党失去了大多数支持者，无法再继续叛乱。

## 事后
到1991年，无论政府采取何种行动来阻止其活动，人民解放阵线仍然作为压力组织而存在。这场叛乱结束后，人民解放阵线经历了重组并重新参与选举政治。在2004年4月2日举行的议会选举上，该党隶属的统一人民自由联盟赢得了45.6%的普选票和225个席位中的105个。作为该联盟的第二个合作伙伴，人民解放阵线再次成为政府的一部分。它还支持2005年议会选举获胜的候选人马欣达·拉贾帕克萨。在2010年总统选举中，它与统一国民党一起支持萨拉斯·冯塞卡将军。

### 书籍
- Gunasekara, Prinse. . S. Godage & Brothers. 1998. ISBN 955-202-82-64.
- Guneratne, Rohan. . Sri Lanka: Institute of Fundamental Studies. 1990. （原始内容存档于22 August 2005）.
- Guneratne, Rohan. . South Asian Network on Conflict Research. 1993. ISBN 955-95199-0-5. （原始内容存档于28 February 2006）.
- Dissanayake, T. . 2002. ISBN 9555720029.
- Nubin, Walter. . Nova publications. 2002.

### 账号
- Chandraprema, C.A. . Sri Lanka: Lake House Bookshop. 1991. ISBN 9559029037.
- Pratap, Anita. . India. 2003.

### 继续阅读
- Rebellion, Repression and the Struggle for Justice in Sri Lanka : The Lionel Bopage Story by Michael Colin Cooke, Agahas Publishers, Colombo (2011) ISBN 978-0300051308
- Gunaratna, Rohan. (1998). Sri Lanka's Ethnic Crisis and National Security, Colombo: South Asian Network on Conflict Research. ISBN 955-8093-00-9
- An Exceptional Collapse of the Rule of Law: Told Through Stories by Families of the Disappeared in Sri Lanka, Edited by Shyamali Puvimanasinghe, researched by Moon Jeong Ho and Bruce Van Voorhuis, Published by the Asian Legal Resource Center and Asian Human rights Commission (Hong Kong) and the 'Families of the Disappeared' (Sri Lanka), 2004.
- Holt, John. The Sri Lanka Reader: History, Culture, Politics. Duke University Press, 2011 WR.
- Warfare and armed conflicts : a statistical encyclopedia of casualty and other figures, 1492–2015, Page XV.